# Chryso-hypnum frondosum
Chryso-hypnum frondosum är en bladmossart som beskrevs av William Russell Buck 1993. Chryso-hypnum frondosum ingår i släktet Chryso-hypnum och familjen Hypnaceae. Inga underarter finns listade i Catalogue of Life.